# Onycocaris quadratophthalma
Onycocaris quadratophthalma is een garnalensoort uit de familie van de Palaemonidae. De wetenschappelijke naam van de soort is voor het eerst geldig gepubliceerd in 1921 door Balss.